# Amadou Dia Ba
El Hadj Amadou Dia Ba (Dakar, 22 de septiembre de 1958) es un exatleta senegalés que competía en la modalidad de 400 metros vallas. Obtuvo la medalla de plata olímpica en 1988, prueba en que consiguió su mejor marca personal, con 47,23 s. Compitió en tres ediciones consecutivas de los Juegos Olímpicos entre 1984 y 1992. Después de abandonar su carrera como atleta, desempeñó varios cargos en diversas organizaciones mundiales ligadas al deporte.

## Principales hitos
| Año  | Prueba                                 | Localidad             | Resultado | Prueba                   |
| ---- | -------------------------------------- | --------------------- | --------- | ------------------------ |
| 1978 | Campeonatos Africanos                  | Argel, Argelia        | 3º        | Salto de altura          |
| 1983 | Universiadas                           | Edmonton, Canadá      | 2º        | 400 metros vallas        |
|      | Campeonato Mundial                     | Helsinki, Finlandia   | 7º        | 400 metros vallas        |
| 1985 | Campeonato del Mundo en Pista Cubierta | París, Francia        | 4º        | 400 metros               |
| 1987 | Campeonatos Africanos                  | Nairobi, Kenia        | 1º        | 400 metros vallas        |
|      | Campeonato Mundial                     | Roma, Italia          | 5º        | 400 metros vallas        |
| 1988 | Juegos Olímpicos                       | Seoul, Corea del Sur  | 2º        | 400 metros con barreiras |
| 1989 | Juegos de la Francofonia               | Casablanca, Marruecos | 1º        | 400 metros vallas        |
| 1991 | Campeonatos Africanos                  | Cairo, Egipto         | 3º        | 400 metros vallas        |